# Х'юстон Тексанс
«Х'ю́стон Те́ксанс» (англ. Houston Texans) — заснована у 2002 професіональна команда з американського футболу розташована в місті Х'юстон в штаті Техас. Команда є членом Південного дивізіону, Американської футбольної конференції, Національної футбольної ліги.
Домашнім полем для «Тексанс» є Ріліант Стадіум.
«Тексанс» досі не виграли жодного Суперболу (чемпіонату НФЛ) (англ. AFC-NFC Super Bowl).
До 1997 року в місті Х'юстон базувалася команда Х'юстон Ойлерс. «Ойлерс» переїхали до міста Нашвілл в штаті Теннессі; назву команди було змінено на Теннессі Тайтенс.

## Посилання

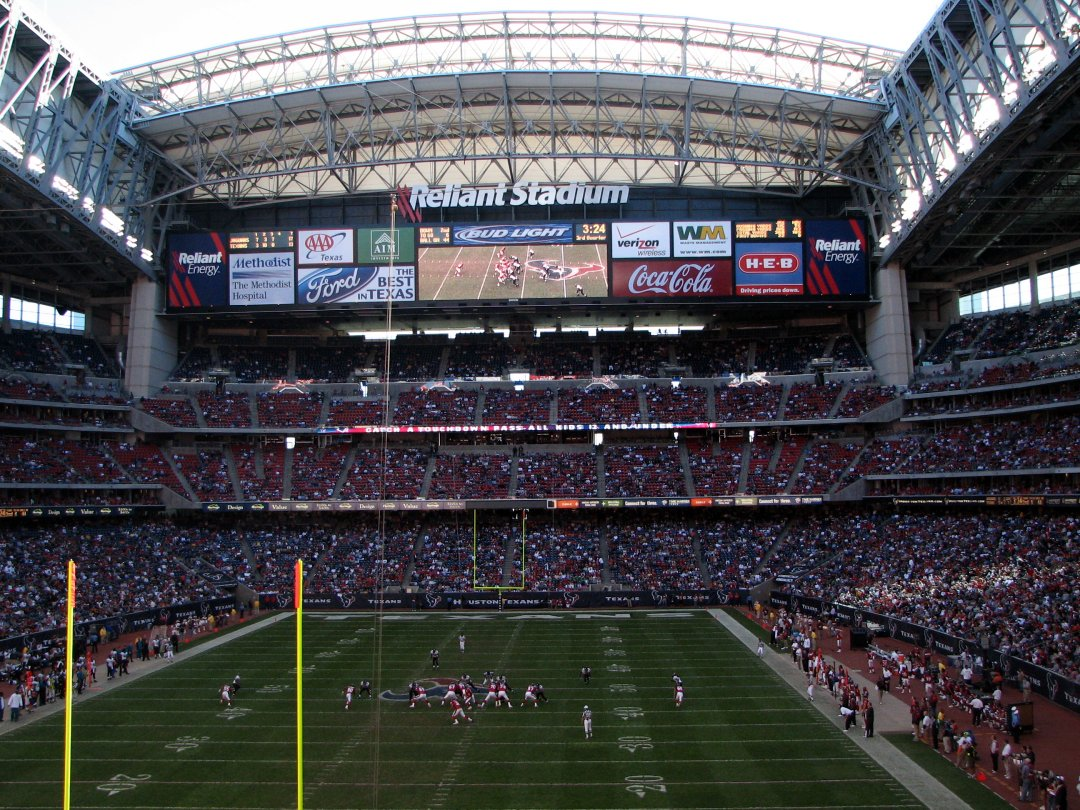
В середині Ріліант Стадіум